# Peridroma majuscula
Peridroma majuscula là một loài bướm đêm trong họ Noctuidae.